# سیارک ۹۰۸۲
سیارک ۹۰۸۲ (به انگلیسی: 9082 Leonardmartin، نامگذاری:1994VR6) نه هزار و هشتاد و دومین سیارک کشف شده‌است که در ۴ نوامبر ۱۹۹۴ کشف شد.
قدر مطلق سیارک برابر ۱۳٫۹۰ است.